# South East England
South East England of Zuidoost-Engeland is een van de negen regio's van Engeland. Ze is met ongeveer acht miljoen inwoners op Groot-Londen na de grootste qua inwoneraantal.

## Bestuurlijke indeling
De regio bestaat uit de volgende lokaal bestuurde gebieden (graafschappen of unitary authorities):
- Berkshire (shire county)
- Bracknell Forest (unitary authority*)
- Brighton and Hove (unitary authority)
- Buckinghamshire (shire county)
- East Sussex (shire county)
- Hampshire (shire county)
- Isle of Wight (shire county)
- Kent (shire county)
- Medway (unitary authority)
- Milton Keynes (unitary authority)
- Oxfordshire (shire county)
- Portsmouth (unitary authority)
- Reading (unitary authority*)
- Slough (unitary authority*)
- Southampton (unitary authority)
- Surrey (shire county)
- West Berkshire (unitary authority*)
- West Sussex (shire county)
- Windsor and Maidenhead (unitary authority*)
- Wokingham (unitary authority*)

Berkshire neemt een uitzonderlijke positie in. Ook al is de County Council van Berkshire in 1998 opgeheven en zijn de bestuurlijke taken overgeheveld naar de unitary authorities (aangegeven met een *), officieel is het nog steeds een shire county. Daarnaast heeft het ook de functie van een ceremoniële graafschap, waar de door een asterisk (*) aangeven unitary authorities eveneens onder vallen.
 Engeland ·  Schotland ·  Noord-Ierland ·  Wales
Regio's van Engeland: East of England · East Midlands · Londen · North East · North West · South East · South West · West Midlands · Yorkshire and the Humber